# Martin Repko
Martin Repko (* 29. ledna 1967 Brno) je český ortoped a vysokoškolský učitel, od roku 2019 děkan Lékařské fakulty Masarykovy univerzity (LF MU).

## Život
V letech 1986 až 1992 studoval na LF MU. V roce 1995 získal atestaci 1. stupně pro obory ortopedie a traumatologie pohybového aparátu (v roce 2000 získal atestaci 2. stupně pro stejné obory). V roce 2005 získal titul Ph.D. a v roce 2009 se habilitoval. V letech 2012 až 2018 působil jako člen akademického senátu LF MU. V letech 2018 až 2019 působil jako proděkan LF MU pro internacionalizaci a anglické studium. V roce 2019 získal atestaci pro obor spondylochirurgie a téhož roku se stal profesorem. Zároveň se v listopadu 2019 ujal funkce děkana své alma mater, když ve funkci nahradil Martina Bareše, který se o dva měsíce dříve stal rektorem Masarykovy univerzity. V roce 2022 začal působit jako předseda Asociace děkanů Lékařských fakult. V roce 2023 obhájil funkci děkana LF MU.
Za svou kariéru zveřejnil přes 100 odborných prací. Vedle svého akademického působení pracuje Repko od roku 1992 také ve Fakultní nemocnici Brno, zároveň působí jako přednosta ortopedické kliniky LF MU. Specializuje se přitom na deformity páteře (zejména na skoliózu) a nervosvalové choroby. Vedle toho je Repko členem několika vědeckých rad, různých odborných organizací souvisejících s jeho odbornou specializací a dalších oborových rad. Působí také jako člen vzdělávací komise Ministerstva zdravotnictví České republiky. Absolvoval několik studijně-vzdělávacích pobytů, jmenovitě v USA, ve Velké Británii, Nizozemsku a Švýcarsku.
Ve svém volném čase se věnuje mj. józe.